# موريس داي
موريس داي (بالإنجليزية: Morris Day)‏ هو موسيقي وكاتب أغاني وملحن وممثل أمريكي، ولد في 13 ديسمبر 1957 في الولايات المتحدة.

## أعمال

### أفلام
- (1984) المطر الأرجواني[8]

## ترشيحات
- MTV Video Music Award for Best Choreography [الإنجليزية]‏ (1986)

## وصلات خارجية
- موريس داي على موقع IMDb (الإنجليزية)
- موريس داي على موقع ميوزك برينز (الإنجليزية)
- موريس داي على موقع إن إن دي بي (الإنجليزية)
- موريس داي على موقع أول ميوزيك (الإنجليزية)
- موريس داي على موقع ديسكوغز (الإنجليزية)
- موريس داي على موقع قاعدة بيانات الفيلم (الإنجليزية)